# أندري شوارتز
أندري شوارتز (بالرومانية: Andrei Schwartz)‏ (5 يوليو 1989 بغالاتس في رومانيا - ) هو لاعب كرة قدم روماني في مركز الوسط. لعب مع نادي أوتسيلول غالاتسي وCSM Râmnicu Sărat ‏.

## وصلات خارجية
- أندري شوارتز على موقع قاعدة بيانات كرة القدم.إي يو (الإنجليزية)